# Creu de terme de Sant Grau d'Ardenya
La Creu de terme de Sant Grau d'Ardenya és una creu de terme de pedra calcària de Girona emplaçada al municipi de Tossa de Mar (Selva), concretament al davant del santuari de Sant Grau d'Ardenya. Forma part de l'Inventari del Patrimoni Arquitectònic de Catalunya.

## Descripció
La creu està inserida dins d'un recinte circular, constituït per un pivot de pedra circular i esfèric, ornat amb una minça barana de ferro forjat, la qual està completament oxidada. El seu estil és gòtic popular i consta de quatre parts molt ben definidies. En primer lloc tenim el basament acampanat, seguit per una columna de fust octogonal culminada amb un capitell jònic, ornat en la part inferior per cercles concèntrics que es van engrandint des de la base fins a les volutes. Remata l'estructura la creu pròpiament, rodejada amb un nimbe crucífer. L'anvers té la imatge de la mare de Déu amb un nen petit en braços i el revers la imatge de Jesús crucificat, amb els braços estesos i les cames creuades. Cal remarcar que parts determinades de la superfície pètria estan completament cobertes per clapes formades per fongs i verdet.

## Història
La creu que estem analitzant es tracta de l'antiga creu de Sant Grau, que va ser parcialment destruïda el 1936 i que fou ubicada en un nou emplaçament els voltants del 1940. Durant la Guerra Civil els masovers de la masia de Sant Grau van amagar la creu original, amb l'objectiu que no fos arrasada per la voràgine destructiva dels republicans. Tanmateix, per raons que es desconeixen la creu va resultar parcialment malmesa.
Un cop acabada la guerra, els masovers van treure la creu de l'amagatall. Amb la postguerra la creu va experimentar dos canvis significatius: per una banda, se la va ubicar en un nou emplaçament. Mentre que per l'altra, es va modificar la seva estructura. I és que contemplant fotografies antigues, s'observa perfectament que la creu original descansava únicament sobre el capitell i els basament acampanat. Mentre que la creu que podem contemplar en l'actualitat ha estat sensiblement modificada, ja que entre el basament acampanat i el capitell s'ha inserit una columna de fust octogonal.